# 리틀 부다
《리틀 부다》(영어: Little Buddha)는 1993년에 개봉한 영국, 프랑스, 이탈리아의 합작 영화이며 1명의 미국 백인 아이와 2명의 부탄 아이가 모두 환생한 스님을 다룬 영화이다.

## 내용
건축가인 딘의 집에 어느 날 노부라고 하는 티베트 승려가 찾아와 딘의 아들 제시가 자신의 스승인 도제 스님으로 환생한 아이일지도 모르니 제시를 부탄으로 데려가 확인하자고 한다.
딘과 아내 리사는 인간이 환생한다는 말을 믿지 않았고 제시가 혼란에 빠질까봐 걱정하면서도 승려들에게 호감을 느낀다.
그러던 중 딘의 절친한 친구가 파산하고 죽는 사고가 발생하자 딘은 마음을 정리하기 위해 제시를 데리고 부탄으로 간다.
노부는 제시에게 부처님에 대한 이야기를 해주며 부탄에 도착하자 환생 후보는 제시를 포함하여 3명이라며 나머지 2명을 만나게한다.
사원에서 환생여부를 확인하던 중 3명이 모두 환생한 도제 스님으로 밝혀진다.

## 배역

### 주연
- 키아누 리브스 - 싯탈다
- 영약성 - 노부라마
- 크리스 아이작 - 딘(제시의 아빠)
- 알렉스 와이즌데인저 - 제시(싯탈다의 부인)
- 브리짓 폰다 - 리사(제시의 엄마)

### 조연
- 소기얼 린포세 - 켄
- 카이욘글라 라토 린포체 - 이붓

## 한국판 성우진(SBS) (2003년 5월 7일)
- 구자형 - 싯탈다(키아누 리브스)
- 장광 - 노부라마(영약성)
- 우정신 - 제시(싯탈다의 부인)(알렉스 와이즌데인저)
- 김승준 - 딘(제시의 아빠)(크리스 이삭)
- 서혜정 - 리사(제시의 엄마)(브리짓 폰다)
- 김용식 - 왕(루드라프라사드 센굽타)
- 정기항 - 이붓(카이욘글라 린포체)
- 홍승섭 - 켄포(소걀 린포체)
- 손선근 - 린포세(게세 겔센)
- 윤복성 - 참파(지그메 쿤장)
- 홍소영 - 마리아(조 챔바)